# Scream & Shout
«Scream & Shout» —en español: Gritar y Vocear— es una canción electro dance interpretada por el rapero y cantante will.i.am, líder de Black Eyed Peas, y por la cantante estadounidense Britney Spears, incluida en el cuarto álbum de estudio solista del rapero, #willpower (2013). will.i.am compuso el tema junto con Jean Baptiste, Tulisa y el belga Jef «Lazy Jay» Martens, quien también lo produjo, con producción adicional del primero.
Luego que el vicepresidente ejecutivo de Promoción de RCA Records anunciara que Spears se tomaría un descanso en 2012, la cantante firmó un contrato para ser juez de la segunda temporada del concurso de talento The X Factor USA, al que invitó a will.i.am a seleccionar a los cantantes que competirían en su equipo. Meses más tarde, anunció que estaba trabajando con él en un tema nuevo, tal y como lo hizo el año anterior con «Big Fat Bass» de Femme Fatale. Inicialmente, los medios rumorearon que el tema se titulaba «Sexy Sexy» y que #willpower sería lanzado el 15 de octubre de 2012. No obstante, will.i.am retrasó el lanzamiento del último, luego que varios demos se filtraran en Internet. Finalmente, ambos confirmaron que el tema se titulaba «Scream & Shout» y, el 19 de noviembre de 2012, Interscope Records comenzó a lanzarlo como tercer sencillo de #willpower, a modo de sucesor de «T.H.E. (The Hardest Ever)» y «This Is Love».
En respuesta, varios críticos citaron un uso vocal abundante de Auto-Tune. Algunos compararon la canción con «212» de Azealia Banks con Lazy Jay, mientras que otros compararon el estilo de interpretación y rap de Spears al de la trinitense Nicki Minaj. El tema samplea la frase introductoria It's Britney, bitch! del sencillo «Gimme More» (2007) de Spears. La pareja rodó el video musical bajo la dirección del estadounidense Ben Mor, quien retrató el concepto de la multiplicidad. El estreno se realizó el 28 de noviembre de 2012, durante el episodio de aquel día de The X Factor USA.
Tras su lanzamiento, «Scream & Shout» registró varios logros comerciales: lideró las listas de éxitos de Alemania, Austria, Bélgica, Canadá, Dinamarca, España, Finlandia, Francia, Irlanda, Italia, Noruega, Nueva Zelanda, los Países Bajos y Suiza, y figuró entre los dos primeros lugares en mercados como Australia y Suecia. En el Reino Unido lideró la lista UK Singles Chart, donde se convirtió en el segundo número uno consecutivo de #willpower, en el sexto de Spears y en el primero desde «Everytime» (2004); mientras que en Estados Unidos se posicionó en el número 3 de la lista Billboard Hot 100, donde en 2013 se convirtió en el decimotercer sencillo tanto de will.i.am como de Spears que figuró entre los diez primeros lugares. Además, la audiencia lo catalogó como su sencillo favorito en la votación Hot 100 March Madness 2013 de Billboard, cuya versión anterior tuvo como canción ganadora a «Hold It Against Me» de Spears.
Adicionalmente, la pareja lanzó una remezcla hip hop de «Scream & Shout» que cuenta con la colaboración de los raperos Hit-Boy, Waka Flocka Flame, Lil Wayne y Diddy, con la producción del primero y con un video musical propio. Este último lo rodaron el 25 de enero de 2013, mismo día en que will.i.am publicó la remezcla en su cuenta de YouTube. El video se filtró en Internet el 14 de febrero de 2013. Aun así, Interscope Records lo estrenó de forma oficial al día siguiente, tal y como había anunciado. En 2013, «Scream & Shout» se utilizó en un interludio en la residencia en Las Vegas Britney: Piece of Me, donde presentará la canción por primera vez.

## Antecedentes
El 27 de agosto de 2012, Spears confirmó a través de Twitter que terminó de grabar una nueva canción con will.i.am. Posteriormente, el rapero anticipó que el tema sería lanzado como tercer sencillo de su cuarto álbum de estudio como solista, #willpower, el que Interscope Records retrasó desde el 15 de octubre de 2012 al 4 de febrero de 2013, luego de que varios demos se filtraran en Internet. Aunque la pareja confirmó su trabajo juntos, no dio a conocer el título de la canción, lo que llevó a que los medios se refirieran a ella como «Sexy Sexy». El 11 de octubre de 2012, Spears dio a conocer el título «Scream & Shout» en la alfombra roja del tributo We Will Always Love You: A Grammy Salute to Whitney Houston, donde fue una de las presentadoras. Así, «Scream & Shout» es la segunda colaboración entre ambos artistas, luego de que en 2011 will.i.am compusiera, produjera y colaborara vocalmente en «Big Fat Bass», uno de los temas principales del séptimo álbum de estudio de Spears, Femme Fatale.

## Composición
«Scream & Shout» es una canción movida de géneros dance y electropop, cuya letra se refiere a disfrutar una noche de fiesta. El tema comienza cuando Spears rapea: «When you hear this in the club, you're gonna turn this shit up. When we up in the club, all eyes on us. See the boys in the club, they watchin' us. Everybody in the club, all eyes on us» —«Cuando escuches esto en la discoteca, vas a encender esta mierda. Cuando estemos en la discoteca, todos los ojos puestos en nosotros. Veo a los chicos en la discoteca, están viéndonos. Todo el mundo en la discoteca, todos los ojos puestos en nosotros»—, en un estilo vocal similar al de Nicki Minaj y con un acento británico. La canción continúa con el estribillo, donde will.i.am se une a Spears y canta: «I wanna scream and shout, and let it all out, and scream and shout, and let it out. We sayin': "Ohh, wee ohh, wee oh wee oh"» —«Quiero gritar y vocear, y dejarlo todo fuera, y gritar y vocear, y dejarlo salir. Estamos diciendo: "Ohh, wee ohh, wee oh wee oh"»—. Antes de cada quiebre, «Scream & Shout» también interpola una muestra de la frase «It's Britney, bitch!» de «Gimme More» (2007).
Marc Hogan de Spin notó similitudes con «212» de Azealia Banks con Lazy Jay (2011) y comparó el estribillo al de «Are We All We Are» de Pink (2012). Keith Caulfield de Billboard llamó «oscura» a la canción y señaló que «presenta un aspecto muy diferente para Spears, cuya voz se robotizó en un grado casi irreconocible». Luego de que el tema se filtrara, un editor de Idolator sostuvo: «Estamos encantados de informar que es bastante bueno —y ligeramente excéntrico». Además, consideró la línea «When you hear us in the club, you're gonna turn this shit up» como «probablemente exacta» y elogió el uso de la frase «It's Britney, bitch!». Rebecca Macatee de E! Online consideró al sencillo como un tema «discotequero, fresco y pegadizo», y comparó la voz de Spears a la de Madonna, pero con uso de Auto-Tune corrector de tono. Bill Lamb de About.com señaló: «Los efectos digitales no tienen costuras y el uso de modulaciones de la voz de Britney Spears para construir el estribillo suena perfectamente natural en este contexto». Lamb también sostuvo: «El [tema] espacial, libre de puente, es bello, a pesar de las limitaciones del talento de will.i.am como intérprete». Un editor de Rap-Up citó el uso de Auto-Tune solo en la voz del rapero.

## Recepción crítica
En términos generales, «Scream & Shout» contó con una buena recepción crítica. Michael Murray de RyanSeacrest.com sostuvo: «El tema no se parece a nada que hayamos escuchado antes. Mientras Britney Spears adopta un álter ego, will.i.am continúa girando sobre su estilo de ritmos eléctricos». Jocelyn Vena de MTV señaló: «Si alguien pensaba que Britney Spears y will.i.am no cocinarían un gran tema discotequero para su última colaboración, estaba muy equivocado. La pista, desprendida del álbum solista #willpower de will, es un himno de pista de baile amplificado, lleno de cambios de ritmo, líneas solistas atrevidas y dubstep en abundancia». Robert Copsey de Digital Spy sostuvo: «En una primera escucha, todo fue un poco confuso. Sin embargo, las escuchas reiteradas revelaron que es un tema de pop robótico y ritmo fuerte, sorprendentemente pegadizo». Bill Lamb de About.com señaló que el gancho y la melodía son irresistiblemente pegadizos, y sostuvo que el sencillo podría ser el gran éxito en solitario de will.i.am en el mercado estadounidense, con la ayuda del poder estelar de Britney Spears y del video introductorio en The X Factor USA. Tras detallar el lanzamiento de la canción, un editor del conteo Take 40 Australia escribió: «¡Emocionados! Tenemos la sensación de que esta nueva pista va a ser un gran número uno». Por otro lado, un editor de AOL llamó al tema un «himno de pista de baile» y afirmó: «Tal vez, la mejor parte de la canción es el mejor línea de "Gimme More" de Britney, "It's Britney B!"».
Chris Eggertsen del sitio HitFix lo evaluó B- y señaló que aunque «el ritmo dubstep que se ofrece es sin duda un botín de un gran número de instrumentos de percusión», el tema podría ser más enfático. El editor también sostuvo: «Es el tipo de pista discotequera que es lo suficientemente útil en el momento [de estar en la pista de baile], pero no es probable que se adhiera a la cabeza en la vuelta a casa en taxi a las 2 AM». Por otro lado, Kathleen Perricone de Yahoo! señaló que el sencillo no vale la pena para el bombo que se armó meses antes de su lanzamiento y Alicia Lutes de Hollywood.com criticó el sentido lírico y la producción repetitiva, pero concluyó: «Si este tipo de brillante, oportuna, conmovedora y profunda obra lírica no es suficiente para hacer que de inmediato golpeé la pista de baile cuando suene, no sé lo que haré». Emily Exton de PopDust sostuvo que la colaboración de Spears es una mejora a las monótonas solicitudes de will.i.am de «perder el control», «dejarlo ir» y «golpear la pista de baile», pero consideró que el tema necesita algo más de Britney para equilibrarse. Un editor de Popjustice criticó a «Scream & Shout» y «Feel This Moment» de Pitbull con Christina Aguilera (2012), luego de afirmar que «ambos cortes representan a la música pop compuesta en torno a su propia mierda».

## Video musical

### Rodaje
Tras confirmar que estaban trabajando juntos en agosto de 2012, will.i.am tuiteó a Spears: «Oh, Dios mío, te ves firme y caliente. No puedo esperar para grabar el clip de nuestra canción. Tus seguidores van a amarlo». Posteriormente, los días 13 y 14 de octubre de 2012, la pareja grabó el video en Los Ángeles, bajo la dirección de Ben Mor, quien ha dirigido varios clips de The Black Eyed Peas, tales como «Meet Me Halfway» (2009). El mismo 14 de octubre se filtraron en Internet las primeras escenas del rodaje, en las que se apreció a Spears apoyada en un cubo blanco y vestida con un traje negro Herve Leger —de costo estimado en £1000 y cortado en dos piezas, por órdenes de la cantante— y guantes del mismo color. Cuando se le preguntó sobre el concepto y el estilo del clip, will.i.am reveló: «Incluirá moda uber fresca. Los niños jóvenes trajeron lo suyo. No quiero decir que es swag, porque swag es... es la droga y esto es más que swag. Esto es swag al revés, es decir, gaws». El rapero también señaló que tenía la intención de lanzar el sencillo y el video juntos. El 24 de noviembre de 2012, un comercial de The X Factor USA transmitió una vista previa de seis segundos del clip. Al respecto, Jessica Sager del sitio Pop Crush señaló: «will.i.am viste un traje negro, mientras que Spears luce una apariencia negra, futurista y aparentemente inspirada en Barbarella (1968)». El 26 de noviembre de 2012, will.i.am tuiteó que la edición del video había terminado y añadió: «Estoy muy contento y emocionado con que todos puedan verlo. Esta será una buena semana». Finalmente, el 28 de noviembre de 2012, The X Factor USA estrenó el video en directo e inmediatamente después Vevo lo publicó.

### Concepto
El tema del video es la multiplicidad. Inicia con escenas intercaladas de will.i.am y Spears, hasta que se enfoca en will.i.am, mientras utiliza su propia cámara de iPhone y la red social iam+. En seguida, el rapero pronuncia: «Bring the action» —«Comienza la acción»—, mientras se aprecia a Spears haciendo rápidos movimientos al ritmo de la canción y cantando la letra, vestida con una falda y un escote que deja al descubierto la parte superior. Amy Sciaretto de Pop Crush comparó la mirada de Spears a la de una bibliotecaria sexy y futurista. La cantante se ve entonces sobre un cubo blanco, mientras hace diferentes poses para la cámara. Cuando el estribillo comienza, will.i.am aparece delante de un fondo negro vacío y luego se une a Spears, quien ahora viste una malla corsé decorado con plumas, en una cinta transportadora. Justo después del primer uso de la línea «It's Britney, bitch!», se aprecian diferentes tomas de bailarines que realizan coreografías. Las escenas siguientes interponen tomas de bolas de discoteca encendidas con fuego, de Spears multiplicándose y de will.i.am con varios accesorios de oro, tales como una placa que dice «King» —«Rey»— en la cabeza. Mor comentó que el video no tiene ninguna descripción exacta, al señalar: «No hay ningún significado profundo a nada de eso... Para mí solo era sobre tomar cada escena como una fotografía. Me gustó, me gustó ver las cabezas humanas y me gustó ver las cadenas de oro fuera de las placas y luego hacer que la secuencia se desplazara. Fue una manera impresionante de introducir personajes, algunos amigos de will... para que no se trataba solo de ellos [de Spears y will.i.am]».

### Recepción
Tras el estreno de The X Factor USA, will.i.am agradeció por Twitter los comentarios positivos de sus seguidores, al señalar: «¡Wow! ¡Ahora mismo, me siento muy emocionado y lleno de energía! Quiero gritar y vocear. Gracias todos». Elena Gorgan de Softpedia también citó la respuesta positiva de los seguidores, al escribir: «Como los seguidores de Britney también señalan en diversos foros en línea, la Princesa del Pop nunca ha lucido mejor de lo que se ve ahora, aunque algunos también deseaban que bailara en el video». Bruna Nessif de E! Online sostuvo que el clip «no es demasiado loco, pero definitivamente previó el ambiente futurista por el que will.i.am es famoso», mientras que Melinda Newman de HitFix elogió el peinado y el maquillaje de Spears, pero comentó que «el clip futurista, minimalista es un asunto de aspecto barato que muestra que hay química entre los dos artistas». Katie Atkinson de MTV comparó al personaje de Spears al de Brigitte Bardot y escribió: «Si alguien dudaba de su duradero atractivo sexual, Spears demostró que todavía lo tiene, con un vestido bodycon —todavía mostrando su abdomen, ¡después de 13 años de su video descubrimiento "...Baby One More Time"!— y una malla corsé decorado con plumas en escenas posteriores». Hasta principios de enero de 2013, el video recibió más de 55 millones de visualizaciones en Vevo. Para agosto de 2015 contó con casi 500 millones de visitas siendo el video más visto de Will.i.a.m.

## Rendimiento comercial
«Scream & Shout» registró varios logros comerciales en América del Norte. En Estados Unidos debutó número sesenta y seis en el conteo Digital Songs, luego de estar durante cinco días a la venta, según la edición del 8 de diciembre de 2012 de Billboard. A la semana siguiente, vendió 196 000 descargas, equivalentes a un aumento de 483%, con lo que ascendió al primer puesto del conteo y registró el mayor ascenso al número uno en la historia del mismo, luego de superar a «Breaking Free» de Zac Efron, Andrew Seeley y Vanessa Hudgens, el que tras desprenderse de High School Musical de Disney, ascendió a dicha posición desde el puesto número cincuenta y siete, según la edición del 11 de febrero de 2006. «Scream & Shout» también se convirtió en el primer número uno de will.i.am como artista principal y en el séptimo número uno en que figuró, después de cinco como miembro de The Black Eyed Peas y de «OMG» de Usher (2010), tema en que colaboró. También se convirtió en el séptimo número uno de Spears y en su segundo número uno como artista invitada, después de la remezcla de «S&M» de Rihanna en la que colaboró en 2011. En la misma edición, debutó número doce en la lista Billboard Hot 100, donde registró el mejor debut de la semana, el vigésimo noveno ingreso de Spears y el sencillo mejor posicionado de will.i.am como solista principal. Posteriormente, en la edición del 22 de diciembre de 2012, «Scream & Shout» descendió al tercer puesto del conteo Digital Songs, con ventas de 142 000 descargas, y debutó número sesenta y cuatro en la lista Radio Songs, y número treinta y tres en el conteo radial Pop Songs, donde Spears registró su trigésimo ingreso y se convirtió en la segunda artista con más ingresos en los 20 años de historia de la lista, después de Rihanna, quien para entonces tenía treinta y cuatro, y tras superar a Mariah Carey. En la edición del 29 de diciembre de 2012, debutó número treinta y cuatro en el conteo discotequero Dance/Club Play Songs y se ubicó número cinco en la lista Digital Songs, con ventas de 120 000 descargas. En la edición siguiente, ascendió al número cuatro en la lista Digital Songs, con ventas de 143 000 descargas. En la edición del 12 de enero de 2013, se ubicó número nueve en el conteo Digital Songs, con ventas de 285 000 descargas. En la edición del 19 del mismo mes, se ubicó número cuatro en el conteo Digital Songs, luego de vender 203 000 descargas, y ascendió al número ocho en la Billboard Hot 100, donde se convirtió en el primer sencillo como solista principal de will.i.am que ingresó a los diez primeros lugares, en el tercero en que figuró como solista y en el décimo tercero en que figuró, al considerar sus sencillos con The Black Eyed Peas. Spears también registró su decimotercer top diez en la lista y el primero desde «I Wanna Go» (2011). En la misma edición, «Scream & Shout» superó el millón de descargas vendidas en el país, mientras que en la edición siguiente ascendió al número seis de la Billboard Hot 100, tras ubicarse número tres en el conteo Digital Songs, con ventas de 189 000 descargas. En la misma edición, Billboard estrenó su nuevo conteo, Dance/Electronic Songs, donde «Scream & Shout» tuvo el honor de ser el primer número uno, posición en la que permaneció en la edición siguiente, tras vender 185 000 descargas. De modo adicional, el 24 de enero de 2013, la RIAA lo certificó disco de platino, con lo que acreditó un millón de descargas comercializadas en el país. En la edición siguiente, ascendió con honores al séptimo puesto en el conteo Pop Songs, donde se convirtió en el décimo quinto sencillo de Spears que figuró entre los diez primeros lugares, y permaneció número cuatro en el conteo Digital Songs, tras vender 170 000 descargas. Además, ascendió de la décima segunda a la novena posición de la lista Radio Songs, donde Spears registró su décimo segundo top 10 y se convirtió en la sexta artista femenina con la mayor cantidad de ellos en la historia de la misma. Con todo ello ascendió al puesto número cinco de la Billboard Hot 100, donde marcó una nueva mejor posición, y lideró el conteo Dance/Electronic Songs por tercera semana consecutiva. En la edición del 16 de febrero de 2013, ascendió con honores al número seis del conteo Pop Songs, y se ubicó número dos en la lista Digital Songs, con ventas de 170 000 descargas. Además, ascendió al número ocho de la lista Radio Songs, con una audiencia semanal de 82 millones, y lideró el conteo Dance/Electronic Songs por cuarta semana consecutiva, mientras que la remezcla que produjo Hit-Boy vendió otras 21 000 descargas e ingresó en el puesto número cuarenta y nueve al conteo R&B/Hip-Hop Songs. Con todo lo anterior, «Scream & Shout» alcanzó la posición número tres de la Billboard Hot 100. En la edición del 23 del mismo mes, permaneció número tres en la Billboard Hot 100, detrás de «Thrift Shop» de Macklemore y Ryan Lewis con Wanz, y «Locked Out of Heaven» de Bruno Mars, luego de ascender al sexto puesto de la lista Radio Songs, con una audiencia de 95 millones, y permanecer número dos en el conteo Digital Songs, con ventas de 163 000 descargas. En la edición del 2 de marzo, ascendió al quinto puesto de la lista Radio Songs, con una audiencia de 98 millones, subió al número cuatro en el conteo Streaming Songs, con 4,8 millones de reproducciones, y se ubicó número diez en la lista Digital Songs, con ventas de 158 000 descargas, con lo que superó la marca de los 2 000 000 de descargas vendidas en el país. En la edición del 9 de marzo, ascendió al sexto puesto de la lista Digital Songs, con ventas de 140 000 descargas, mientras que a la semana siguiente, se ubicó número ocho, con ventas de 122 000 descargas, y a la subsiguiente, número once, con ventas de 104 000 descargas. De esta forma, alcanzó los 2 900 000 descargas vendidas en el país, convirtiéndose en el mayor éxito de will.i.am en su carrera como solista principal. A la semana siguiente, vendió 88 000 descargas. En suma, el sencillo permaneció durante once semanas entre los diez primeros lugares de la Billboard Hot 100. Además, durante el primer cuarto de 2013 vendió 1 844 000 descargas, con las cuales se convirtió en el cuarto sencillo más vendido durante aquel periodo.  Por otro lado, en mayo alcanzó los tres millones de descargas vendidas en los Estados Unidos. Solo durante la primera mitad de 2013, vendió 2 270 000 descargas en el país, donde se convirtió en el undécimo tema más vendido durante dicho periodo, mientras que hasta agosto de 2013, vendió 3 200 000 descargas allí. Paralelamente, en Canadá lideró durante cuatro semanas consecutivas la lista Canadian Hot 100. Paralelamente, en Chile se convirtió en el décimo noveno tema internacional más escuchado en las radios durante los cinco primeros meses de 2013.
Asimismo, en Europa también registró varios logros comerciales: fue número uno en Alemania, Austria, Bélgica, Dinamarca, España Finlandia, Irlanda, Italia, Noruega, los Países Bajos y Suiza. Además, figuró número dos Suecia. En Francia se convirtió en el tercer número uno en que figuró tanto will.i.am como Spears. El primero anteriormente figuró en dos número uno como miembro de The Black Eyed Peas: «Shut Up» (2004) y «Just Can't Get Enough» (2011); mientras que la segunda lo hizo en «...Baby One More Time» (1999) y «Womanizer» (2008). En el Reino Unido debutó en el segundo puesto de la lista UK Singles Chart, solo detrás del debut de la versión que James Arthur hizo de «Impossible» de Shontelle (2010), con la que ganó el último The X Factor UK y con la que registró el debut de mayor volumen de ventas del año. Sin embargo, tras permanecer durante cuatro semanas entre el segundo y el tercer lugar de la lista, en la edición del 19 de enero de 2013 desbancó a «Impossible», con ventas de 62 000 copias, y se convirtió en el segundo número uno consecutivo de #willpower y en el sexto de Spears, aunque en su primer número uno desde la balada «Everytime» (2004). En la misma edición, sus ventas totales en el estado británico superaron las 400 000 copias. Al respecto, wil.i.am declaró: «Me siento orgulloso y honrado de aún tener gran éxito en esta etapa de mi carrera. Estoy tan feliz que quiero gritar y vocear». Pese a los pronósticos de OCC, los que sostenían que descendería, en la edición siguiente, «Scream & Shout» permaneció número uno e impidió que tanto «My Life» de 50 Cent con Eminem y Adam Levine de Maroon 5 como «Suit & Tie» de Justin Timberlake con Jay-Z debutaran en la primera posición. El 27 de enero del mismo año, «Scream & Shout» descendió al número dos, luego de que «Get Up (Rattle)» de Bingo Players con Far East Movement lo sucediera en el número uno. Hasta el 3 de febrero, sus ventas en el estado británico eran de 553 000 copias. Hasta el 30 de enero, «Scream & Shout» era el sencillo más vendido en el Reino Unido durante 2013, con ventas de 234 000 copias. Hasta julio de 2013, vendió 785 000 copias en el Reino Unido, y en el décimo segundo sencillo más vendido en el país durante la primera mitad de 2013. El 10 de diciembre de 2021, consiguió la certificación de doble disco de platino de la BPI, luego de haber vendido 1 200 000 copias en el estado británico. Hasta agosto de 2022, vendió 1 300 000 copias en el territorio británico, donde se convirtió en el tercer sencillo más vendido de Spears, después de «...Baby One More Time» (1999) y «Toxic» (2004).
Por otro lado, en Nueva Zelanda se convirtió en el primer número uno de will.i.am como solista principal y en el quinto de Spears, después de «...Baby One More Time», «Sometimes», «Oops!... I Did It Again» y «Hold It Against Me» (2011). Además, la RIANZ lo certificó doble disco de platino, tras vender 30 000 copias. Mientras que en Australia ha figurado durante seis semanas consecutivas en el número dos, tras figurar durante cinco semanas detrás de «Thrift Shop» y durante una detrás de «Same Love», ambos temas de Macklemore y Ryan Lewis con la colaboración de Wanz y Mary Lambert, respectivamente. Así se convirtió en el sencillo mejor posicicionado de will.i.am como solista principal, tras superar a «This is Love», su colaboración con Eva Simons. En 2013, la ARIA lo certificó séxtuple disco de platino, luego de vender 420 000 copias.

## Formatos
| Descarga digital |                  |          |  |
| N.º              | Título           | Duración |  |
| 1.               | «Scream & Shout» | 4:45     |  |

| Descarga digital - Remix |                                                                                        |          |  |
| N.º                      | Título                                                                                 | Duración |  |
| 1.                       | «Scream & Shout» (feat. Britney Spears, Hit Boy, Waka Flocka Flame, Lil Wayne & Diddy) | 6:03     |  |
| 2.                       | «Scream & Shout» (feat. Britney Spears & Pitbull)                                      | 4:32     |  |

| Sencillo en CD |                               |          |  |
| N.º            | Título                        | Duración |  |
| 1.             | «Scream & Shout»              | 4:44     |  |
| 2.             | «Scream & Shout» (Clean Edit) | 4:10     |  |

## Posicionamiento en las listas

### Listas semanales
| América del Norte |                        |    |
| Canadá            | Canadian Hot 100       | 1  |
| Estados Unidos    | Billboard Hot 100      | 3  |
| Estados Unidos    | Radio Songs            | 5  |
| Estados Unidos    | Digital Songs          | 1  |
| Estados Unidos    | Streaming Songs        | 4  |
| Estados Unidos    | Pop Songs              | 3  |
| Estados Unidos    | Adult Pop Songs        | 23 |
| Estados Unidos    | Dance/Club Play Songs  | 3  |
| Estados Unidos    | Dance/Electronic Songs | 1  |
| Estados Unidos    | R&B/Hip-Hop Songs      | 49 |
| América del Sur   |                        |    |
| Chile             | Top 20 canciones       | 3  |
| Asia              |                        |    |
| Japón             | Japan Hot 100          | 43 |
| Israel            | Media Forest           | 1  |
| Europa            |                        |    |
| Alemania          | Top 100 canciones      | 1  |
| Austria           | Top 75 canciones       | 1  |
| Bélgica (Flandes) | Top 50 canciones       | 1  |
| Bélgica (Valonia) | Top 50 canciones       | 1  |
| Dinamarca         | Top 40 canciones       | 1  |
| Escocia           | Top 40 canciones       | 1  |
| España            | Top 50 canciones       | 1  |
| Finlandia         | Top 20 canciones       | 1  |
| Francia           | Top 100 canciones      | 1  |
| Irlanda           | Top 50 canciones       | 1  |
| Italia            | Top 10 canciones       | 1  |
| Noruega           | Top 20 canciones       | 1  |
| Países Bajos      | Top 100 canciones      | 1  |
| Reino Unido       | Top 75 canciones       | 1  |
| Suecia            | Top 60 canciones       | 2  |
| Suiza             | Top 75 canciones       | 1  |
| Australasia       |                        |    |
| Australia         | Top 50 canciones       | 2  |
| Nueva Zelanda     | Top 40 canciones       | 1  |

| Anterior: «Gangnam Style» de PSY                                    | Billboard: Digital Songs — Sencillo número uno 15 de diciembre de 2012 — 22 de diciembre de 2012                                   | Siguiente: «Locked Out of Heaven» de Bruno Mars                                                                       |
| Anteriores: «Diamonds» de Rihanna «Gangnam Style» de Psy            | Top 40 canciones — Sencillo número uno 14 de diciembre de 2012 — 3 de enero de 2013 18 de enero de 2013 — 24 de enero de 2013      | Siguientes: «Diamonds» de Rihanna «Suit & Tie» de Justin Timberlake con Jay-Z                                         |
| Anterior: «Het meneer konijn lied» de De Vrienden van Meneer Konijn | Top 50 canciones (Flandes) — Sencillo número uno 22 de diciembre de 2012 — 15 de febrero de 2013                                   | Siguiente: «Thrift Shop» de Macklemore y Ryan Lewis con Wanz                                                          |
| Anteriores: «Thrift Shop» de Macklemore y Ryan Lewis con Wanz       | Top 40 canciones — Sencillo número uno 24 de diciembre de 2012 — 30 de diciembre de 2012 21 de enero de 2013 — 27 de enero de 2913 | Siguientes: «Thrift Shop» de Macklemore y Ryan Lewis con Wanz «Same Love» de Macklemore y Ryan Lewis con Mary Lambert |
| Anterior: «Venus» de Sandra van Nieuwland                           | Top 100 canciones — Sencillo número uno 29 de diciembre de 2012 — 1 de febrero de 2013                                             | Siguiente: «De nacht voorbij» de Gerard Joling                                                                        |
| Anterior: «Locked Out of Heaven» de Bruno Mars                      | Canadian Hot 100 — Sencillo número uno 12 de enero de 2013 — 8 de febrero de 2013                                                  | Siguiente: «Thrift Shop» de Macklemore y Ryan Lewis con Wanz                                                          |
| Anterior: «Mitä tänne jää» de Erin                                  | Top 20 canciones — Sencillo número uno 2 de enero de 2013 — 5 de febrero de 2013                                                   | Siguiente: «Thrift Shop» de Macklemore y Ryan Lewis con Wanz                                                          |
| Anterior: «Due respiri» de Chiara                                   | Top 10 canciones — Sencillo número uno 3 de enero de 2013 — 30 de enero de 2013                                                    | Siguiente: «L'uomo più semplice» de Vasco Rossi                                                                       |
| Anterior: «Impossible» de James Arthur                              | Top 40 canciones — Sencillo número uno 12 de enero de 2013 — 1 de febrero de 2013                                                  | Siguiente: «Get Up (Rattle)» de Bingo Players con Far East Movement                                                   |
| Anterior: «Diamonds» de Rihanna                                     | Top 20 canciones — Sencillo número uno 8 de enero de 2013 — 4 de febrero de 2013                                                   | Siguiente: «Thrift Shop» de Macklemore y Ryan Lewis con Wanz                                                          |
| Anterior: «Impossible» de James Arthur                              | Top 75 canciones — Sencillo número uno 19 de enero de 2013 — 26 de enero de 2013                                                   | Siguiente: «Get Up (Rattle)» de Bingo Players con Far East Movement                                                   |
| Anterior: «Gangnam Style» de Psy                                    | Top 100 canciones — Sencillo número uno 19 de enero de 2013 — 21 de marzo de 2013                                                  | Siguiente: «Let Her Go» de Passenger                                                                                  |
| Anteriores: «Gangnam Style» de Psy «Bella vita» de DJ Antoine       | Top 75 canciones — Sencillo número uno 20 de enero de 2013 — 9 de febrero de 2013 17 de febrero de 2013 — 23 de febrero de 2013    | Siguientes: «Bella vita» de DJ Antoine «Thrift Shop» de Macklemore y Ryan Lewis con Wanz                              |
| Anterior: «Impossible» de James Arthur                              | Top 50 canciones — Sencillo número uno 17 de enero de 2013 — 13 de febrero de 2013                                                 | Siguiente: «Thrift Shop» de Macklemore y Ryan Lewis con Wanz                                                          |
| Anterior: «Gangnam Style» de Psy                                    | Top 50 canciones (Valonia) — Sencillo número uno 19 de enero de 2013 — 22 de febrero de 2013                                       | Siguiente: «Thrift Shop» de Macklemore y Ryan Lewis con Wanz                                                          |
| Anterior: —                                                         | Billboard: Dance/Electronic Songs — Sencillo número uno 26 de enero de 2013 — 1 de marzo de 2013                                   | Siguiente: «Harlem Shake» de Baauer                                                                                   |
| Anterior: «Hall of Fame» de The Script con will.i.am                | Top 75 canciones — Sencillo número uno 25 de enero de 2013 — 14 de febrero de 2013                                                 | Siguiente: «Go for Gold» de Andreas Gabalier                                                                          |
| Anterior: «Gangnam Style» de Psy                                    | Top 100 canciones — Sencillo número uno 20 de enero de 2013 — 1 de febrero de 2013                                                 | Siguiente: «Thrift Shop» de Macklemore y Ryan Lewis con Wanz                                                          |
| Anterior: «El beso» de Pablo Alborán                                | Top 50 canciones — Sencillo número uno 18 de febrero de 2013 — 24 de febrero de 2013                                               | Siguiente: «Vuelvo a verte» de Malú con Pablo Alborán                                                                 |

## Certificaciones
| América del Norte |                   |      |                              |           |        |
| Estados Unidos    | RIAA              | 2013 | Triple disco de platino      | 3 000     | [ 33 ] |
| México            | AMPROFON          | 2013 | Doble disco de platino + Oro | 150 000   | [ 80 ] |
| América del Sur   |                   |      |                              |           |        |
| Brasil            | Pro-Música Brasil | 2024 | Disco de diamante            | 250 000   | [ 81 ] |
| Europa            |                   |      |                              |           |        |
| Alemania          | BVMI              | 2023 | Cuádruple disco de platino   | 1 200 000 | [ 82 ] |
| Austria           | IFPI Austria      | 2013 | Disco de platino             | 30 000    | [ 83 ] |
| Bélgica           | BEA               | 2014 | Doble disco de platino       | 60 000    | [ 84 ] |
| Dinamarca         | IFPI Dinamarca    | 2013 | Triple disco de platino      | 10 000    | [ 85 ] |
| España            | PROMUSICAE        | 2024 | Disco de platino             | 60 000    | [ 86 ] |
| Francia           | SNEP              | 2013 | Disco de platino             | 150 000   | [ 87 ] |
| Italia            | FIMI              | 2013 | Cuádruple disco de platino   | 120 000   | [ 88 ] |
| Reino Unido       | BPI               | 2021 | Doble disco de platino       | 1 300 000 | [ 68 ] |
| Suecia            | IFPI Suecia       | 2013 | Triple disco de platino      | 120 000   | [ 89 ] |
| Suiza             | IFPI Suiza        | 2013 | Doble disco de platino       | 60 000    | [ 90 ] |
| Australasia       |                   |      |                              |           |        |
| Australia         | ARIA              | 2013 | Séxtuple disco de platino    | 420 000   | [ 91 ] |
| Nueva Zelanda     | RIANZ             | 2013 | Doble disco de platino       | 30 000    | [ 92 ] |

## Historial de lanzamientos
| Región         | Fecha                   | Formato          | Discografía        | Ref.          |
| -------------- | ----------------------- | ---------------- | ------------------ | ------------- |
| Estados Unidos | 19 de noviembre de 2012 | Estreno radial   | Interscope Records | [ 93 ]        |
| Reino Unido    | 19 de noviembre de 2012 | Estreno radial   | Interscope Records | [ 94 ]        |
|                | 21 de noviembre de 2012 | Descarga digital | Interscope Records | [ 70 ] [ 95 ] |

## Premios

### 2012
- You Choice Award 2012
  - Best Pop Video - «Scream & Shout»
  - Best Duet - «Scream & Shout»
  - Best Dance/Club Song - «Scream & Shout»

### 2013
- Vevo Certified
  - 100 Million Video Views - «Scream & Shout»

- PopDust 2013
  - Greatest Party Rock Anthem in Spring Break History - «Scream & Shout»

- Billboard
  - Hot 100 March Madness 2013 - «Scream & Shout»